# Charles Laval
Charles Laval (n. 17 martie 1862, Paris, Île-de-France, Franța – d. 27 aprilie 1894, Paris, Île-de-France, Franța) a fost un pictor francez asociat cu mișcarea sintetistă și școala de la Pont-Aven.
Laval s-a născut la Paris și a fost contemporan și prieten cu Paul Gauguin și Vincent van Gogh. Gauguin i-a făcut un portret în 1886, în timp ce privea una dintre sculpturile din ceramică ale lui Gauguin, intitulată Natură statică cu profilul lui Laval.

## Charles Laval și Paul Gauguin

Paul Gauguin, Natură statică cu profilul lui Laval, 1886, Muzeul de Artă din Indianapolis

Paul Gauguin și Laval au venit amândoi la Pensiunea Gloanec din Pont-Aven în 1886 și s-au împrietenit. În căutarea unui exotism care ar putea oferi cheia artei, Gauguin și Laval au plecat în Panama în 1887. Pentru a câștiga unele subvenții, Laval realizează portrete academice (toate pierdute), folosind experiența primită de la Leon Bonnat⁠(d). O serie de neajunsuri îi determină pe Laval și Gauguin să părăsească America Centrală pentru insula Martinica. Acolo a realizat o serie mică de peisaje presărate cu culori vii, care au fost atribuite în mod eronat lui Gauguin în trecut. Laval a murit în urma unei boli complicate de tuberculoză în 1894, la vârsta de 32 de ani.

## Charles Laval și Van Gogh
Autoportretul lui Laval a apărut ca urmare a unei înțelegeri între Van Gogh și câțiva dintre prietenii săi. Van Gogh le-a cerut lui Laval, Paul Gauguin și Émile Bernard⁠(d) să-i trimită un portret, în schimbul unuia dintre autoportrete sale.
Van Gogh a fost impresionat de contribuția lui Laval. El a inclus un mic desen cu portretul lui Laval într-o scrisoare către Theo, pentru a-i oferi fratelui său o idee despre pictură. El a descris pictura lui Laval ca fiind puternică, distinsă și tocmai una dintre picturile despre care vorbesști: pe care o ai în posesia înainte ca alții să-i fi recunoscut talentul.

Picturile lui Charles Laval
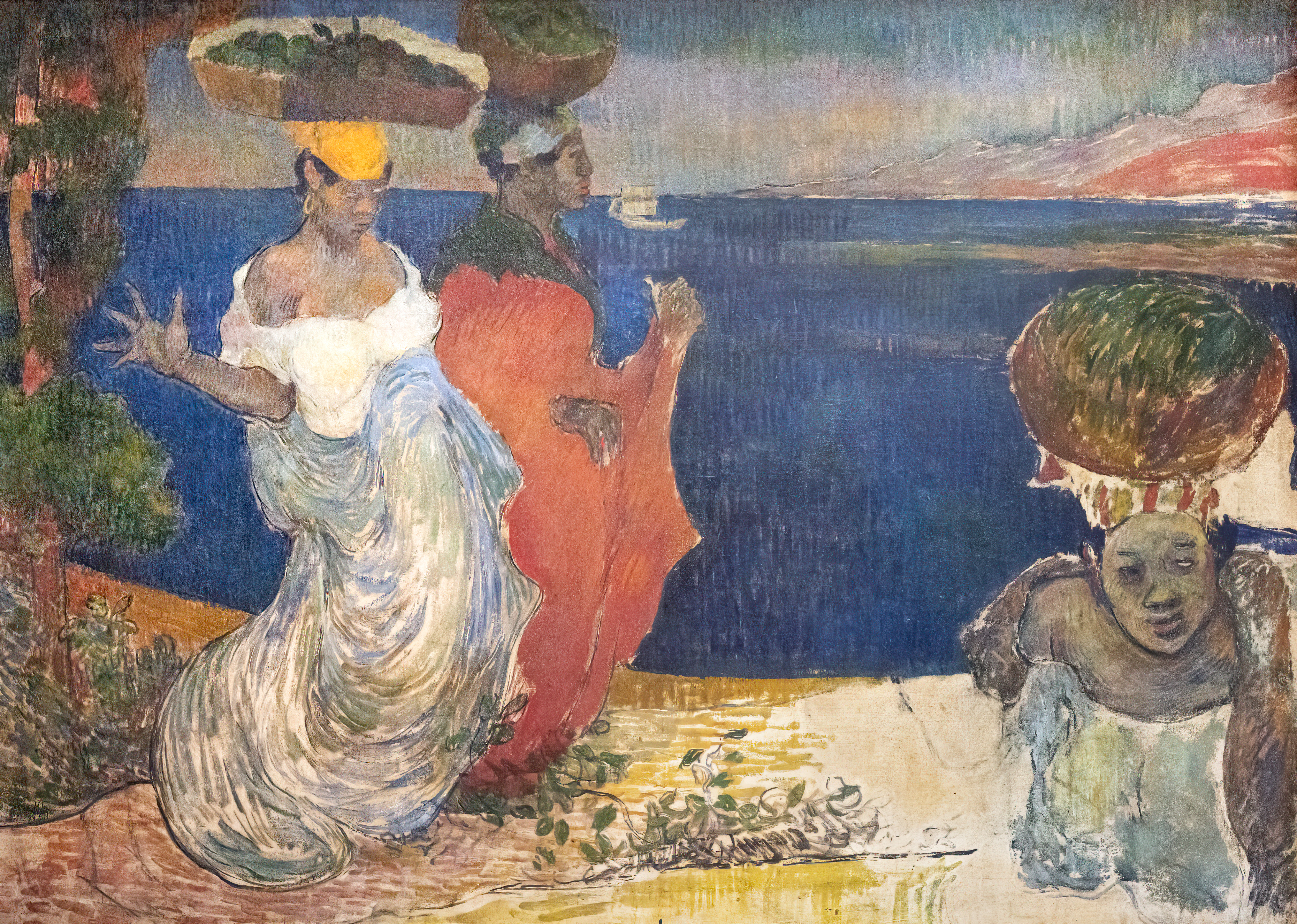
Femeil lângă mare
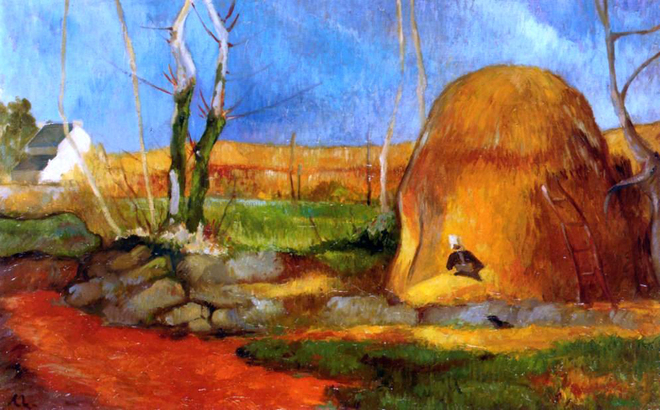
Recoltă în Bretania
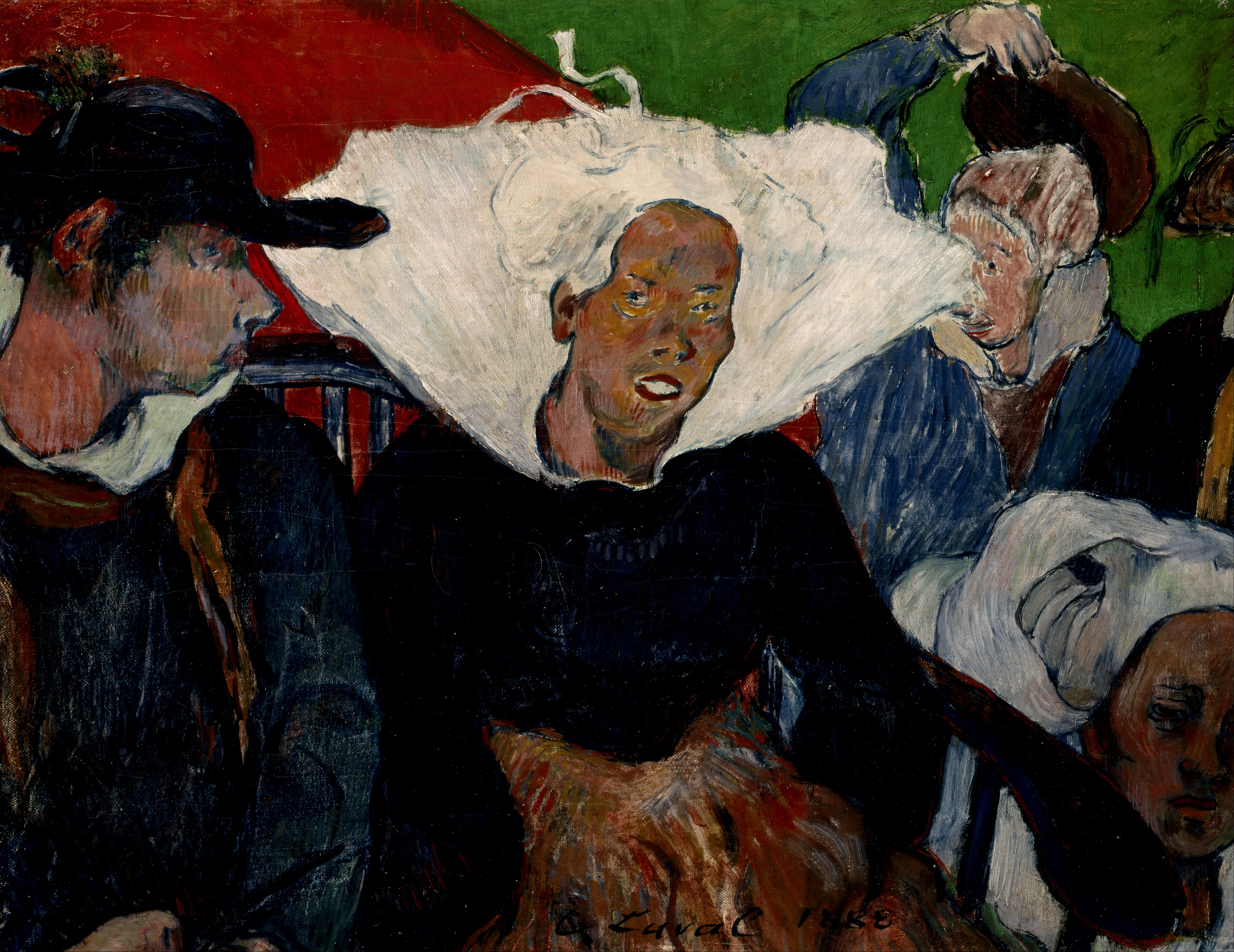
Mergând la piață, Bretania

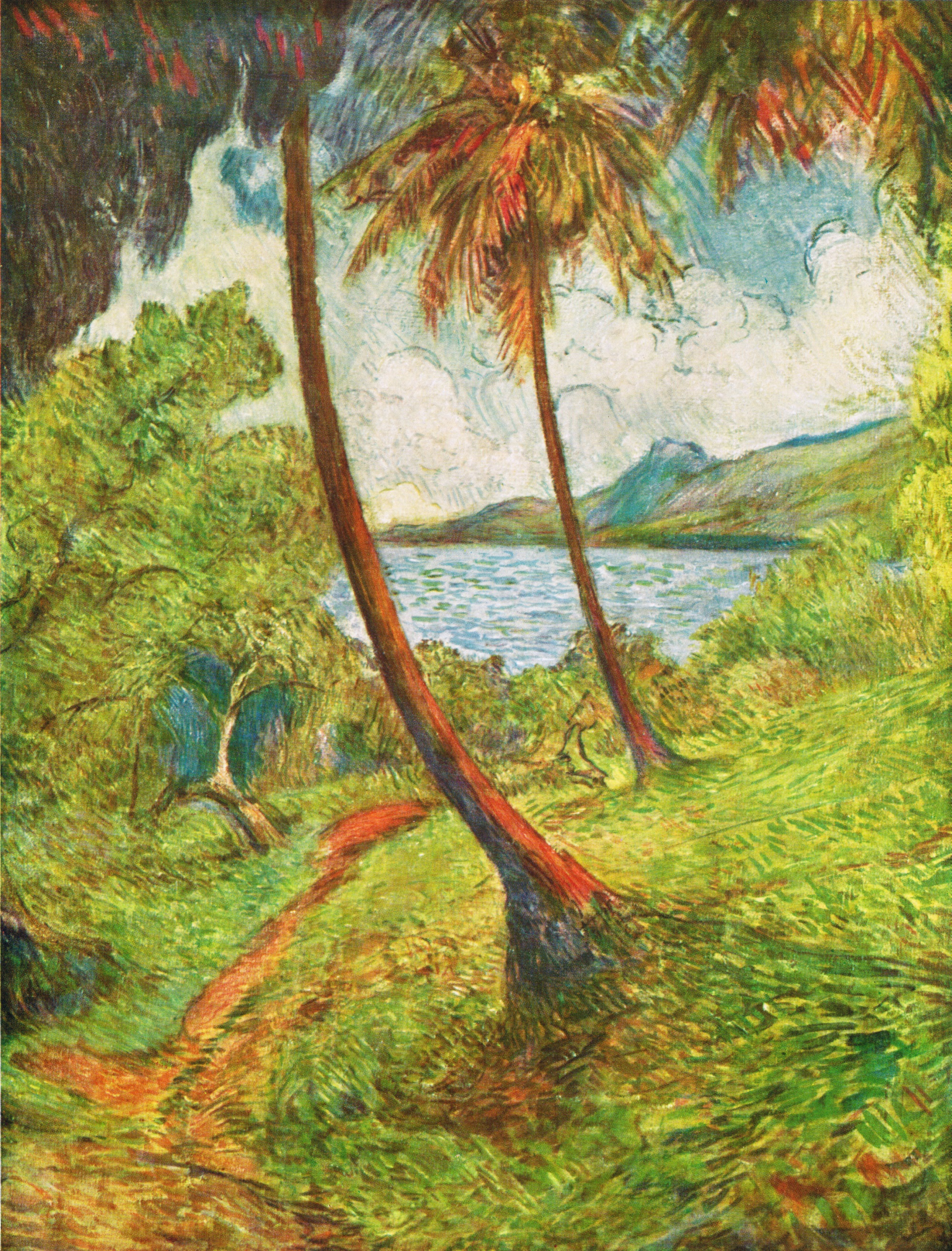
Peisaj din Martinica, (1887)

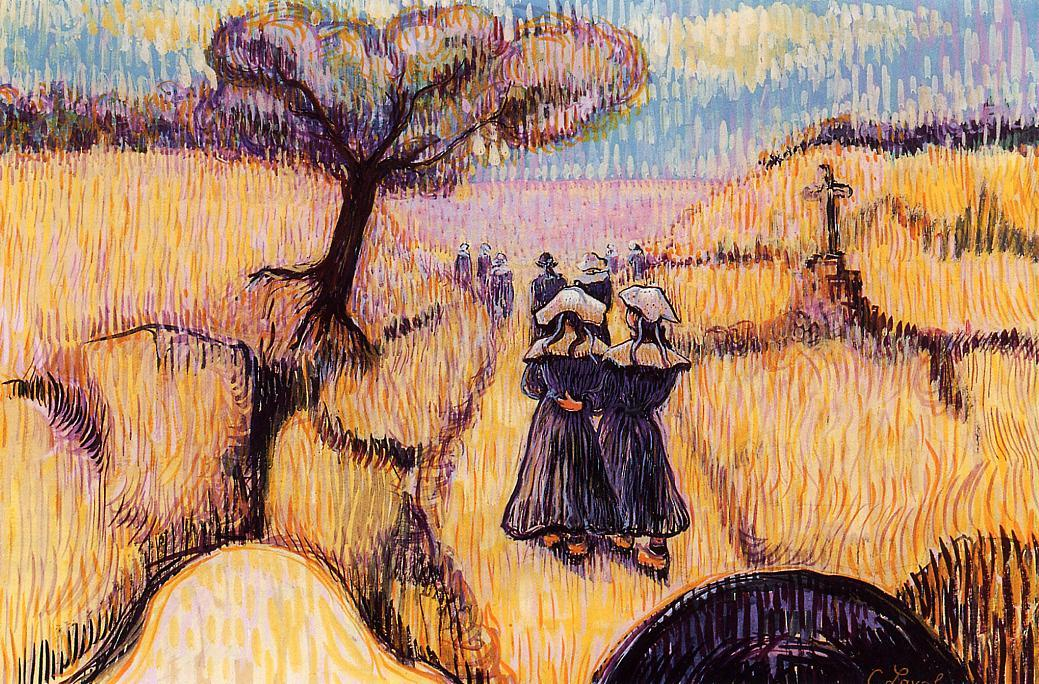
Bretoni